# Mearnsia
Mearnsia és un gènere d'ocells de la família dels apòdids (Apodidae). Aquests falciots habiten en zones forestals de les Filipines i Nova Guinea.

## Taxonomia
Segons la classificació del Congrés Ornitològic Internacional (versió 2.5, 2010) aquest gènere està format per dues espècies:
- falciot cuaespinós de Nova Guinea (Mearnsia novaeguineae).[3]
- falciot cuaespinós de les Filipines (Mearnsia picina).[4]